# Niklasdorf
Niklasdorf ist eine Marktgemeinde mit 2340 Einwohnern (Stand 1. Jänner 2024) im Gerichtsbezirk und Bezirk Leoben, Bundesland Steiermark, Österreich.

## Geografie

### Lage und Landschaft
Niklasdorf liegt im obersteirischen Murtal, rund sieben Kilometer östlich von Leoben und zehn Kilometer westlich von Bruck an der Mur. Das Gemeindegebiet umfasst 15,20 km² und liegt auf einer Seehöhe von 527 m im Ortskern. Die nördliche Gemeindegrenze bildet die Mur auf einer Länge von mehr als einem Kilometer. Die Nachbargemeinden sind Leoben und Proleb im Bezirk Leoben sowie Oberaich im Bezirk Bruck-Mürzzuschlag.
Weit mehr als die Hälfte des Gemeindegebietes besteht aus Waldflächen, rund ein Fünftel aus Äckern, Wiesen und ca. 50 Hektar Almen.

### Gliederung
Die Gemeinde umfasst die Ortschaft Niklasdorf und besteht aus drei Katastralgemeinden (Fläche Stand 31. Dezember 2023):
- Foirach (274,15 ha)
- Niklasdorf (345,93 ha)
- Niklasdorfgraben (899,73 ha)

### Klima
Kontinentales Klima mit relativ warmen Sommern, doch häufigen Kaltlufteinbrüchen und Sommerregen herrscht vor, die Winter sind recht streng und zeigen teils recht große Temperaturschwankungen. Die Niederschläge fallen verhältnismäßig gering aus.

## Geschichte

### Frühgeschichte
Archäologische Ausgrabungen belegen die Besiedelung der Region seit frühester Zeit.
Aus der Alt- und Mittelsteinzeit (100.000-4.000 v. Chr.) wurden einige Knochenwerkzeuge in den umliegenden Höhlen (z. B. Drachenhöhle bei Mixnitz) entdeckt. Der bekannteste Fund aus dieser Zeit im Niklasdorfer Gemeindegebiet ist ein Backenzahn eines Mammuts. In der Jungsteinzeit (4.000-2.300 v. Chr.) begann die bäuerliche Besiedelung der Obersteiermark. Zahlreiche Steinbeile wurden im nahen Mühltal und Nennersdorf (Gemeindegebiet Leoben) gefunden.
Die Bronzezeit (2.300-1.200 v. Chr.) wird oft als der Beginn des Berg- und Hüttenwesens bewertet, welches schon seit dieser Zeit einen großen wirtschaftlichen und kulturellen Stellenwert in dieser Region einnimmt (Steirische Eisenstraße). Im Bezirk Leoben bezeugen dies kostbare Funde (z. B. ein Griffzungenschwert aus Donawitz). Der Fund zweier Gewandnadeln stammt aus Niklasdorf.

### Antike
Mit zunehmenden Grabbeigaben aus Eisen wurde eine neue Epoche eingeleitet (Eisenzeit – ab 800 v. Chr.). Etwa im 4. Jhdt. v. Chr. wurde durch Zuwanderung der Kelten die illyrisch bezeichnete Bevölkerung vermischt und das Königreich Noricum gegründet. Noricum wurde im Jahr 15 v. Chr. unter Kaiser Augustus (63 v. Chr.-16 n. Chr.) Teil des Römischen Reichs und unter Claudius (41–54 n. Chr.) zu einer römischen Provinz. Ein Relikt aus dieser Zeit ist die Römerbrücke bei St. Dionysen.
Der Raum Leoben gehörte in der römischen Kaiserzeit zum größeren Teil zum ausgedehnten Stadtbezirk von Flavia Solva bei Leibnitz (südlich von Graz), und zum kleineren Teil zu jenem von Lauriacum (Lorch, Oberösterreich). Aus dieser Zeit sind römerzeitliche Inschriftensteine aus dem Raum Leoben bekannt.

### Mittelalter – Herzogtum Karantanien und Karolingisch-fränkische Herrschaft
Nach Zerfall des Römischen Reiches besiedelten im 6. Jahrhundert slawische Bevölkerungsgruppen die Region und gründeten das Herzogtum Karantanien (späteres Kärnten). Zahlreiche Orts- und Flurnamen jener Zeit aus der Niklasdorfer Umgebung blieben bis heute erhalten (z. B. Leoben, Donawitz, Proleb, Mötschlach, Mugel u. a.), wobei die slawischen Namen entlang der alten Römerstraße westlich der Mur dominieren. Östlich der Mur überwiegen deutsche Siedlungsbezeichnungen.
Im 8. Jahrhundert drängten die Karantanen mit Hilfe der Bayern die einfallenden Awaren zurück und gerieten dadurch unter bayerische Oberhoheit und ab 788 unter karolingisch-fränkische Herrschaft. Aus dieser Zeit wurden Gräberfelder in den Niklasdorf nahen Orten Proleb, Trofaiach und Brunn bei St. Michael entdeckt. 828 wurde Karantanien wieder bayrisch.
Ausgehend vom Bistum Salzburg im 8. Jahrhundert begann die christliche Missionierung der Obersteiermark, und die ersten Kirchen entstanden. Im Jahre 860 werden in einer Schenkungsurkunde König Ludwigs des Deutschen für das Erzstift Salzburg die Orte St. Michael ob Leoben (ad Liestinicham) und Bruck (ad Pruccam) genannt, wo sich offenbar karolingische Gutshöfe befanden. St. Michael ist die Urpfarre für das spätere Niklasdorf.

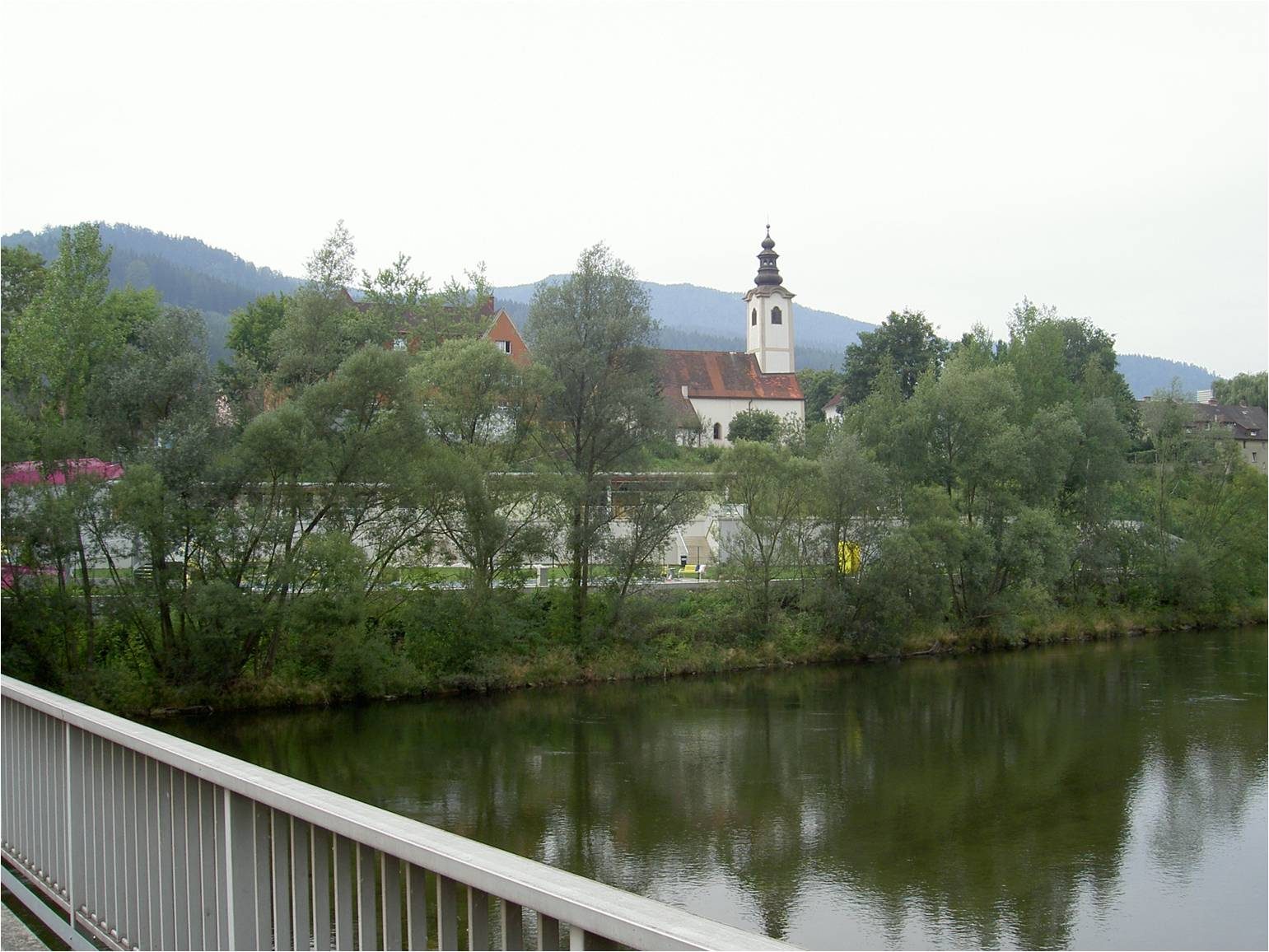
Alte Pfarrkirche Niklasdorf aus dem 12. Jahrhundert

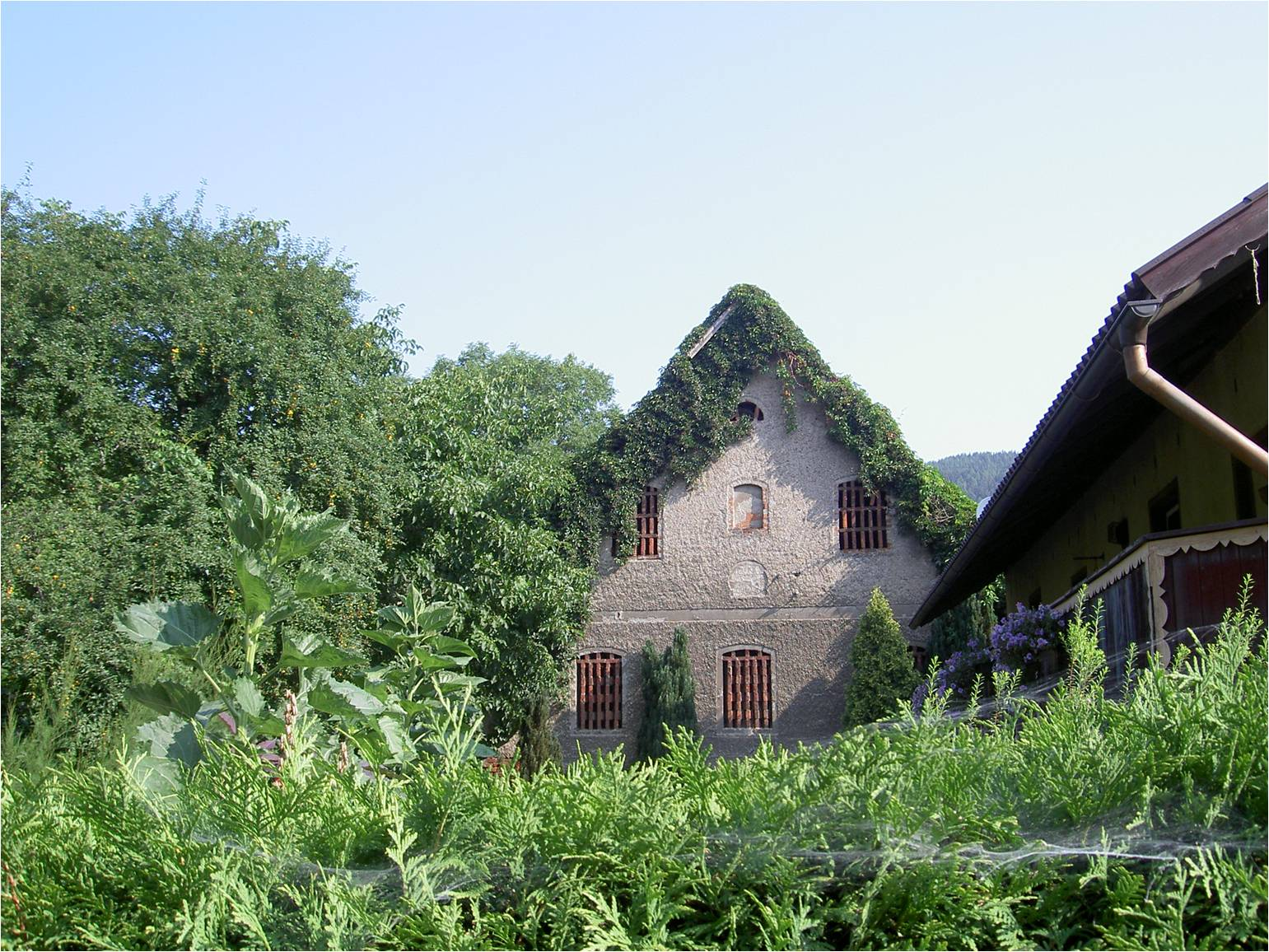
Marchlhube mit Kainischen Gründen (anno 1479)

Am 10. März 904 zu Ingolstadt schenkte König Ludwig das Kind (der einzig legitime Sohn Kaiser Arnulfs von Kärnten) dem Aribo II. (Graf zu Göss-Schladnitz) 20 Huben mit einem ummauerten Hof an der Schladnitz-Mündung zu freiem Eigen. Ausgehend von diesem Hof nahm sich Aribo flussabwärts zu beiden Seiten der Mur 1800 Joch Land. Je nach Forschungsmeinung könnte es sich um die späteren Katastralgemeinden Schladnitz, Schladnitzgraben, Göss, Gössgraben, Leoben, Mühltal, Niklasdorf, Niklasdorfgraben, Foirach, Streitgarn, Forstwald, Oberaich bzw. Leitendorf, Waasen-Vorstadt, vielleicht einen Teil von Donawitz, Picheldorf und Oberdorf gehandelt haben. Obwohl nur der Hof zu Schladnitz urkundlich erwähnt wurde, kann man von mehreren Gehöften ausgehen, da Aribo II. das ausgewählte Land „cum curtilibus“, also mit den daraufstehenden Höfen, übertragen wurde. Teile dieser in der Obersteiermark einzigartigen Herrenhöfe sind bis heute als so genannte „Moarhöfe“ („Meierhöfe“) erhalten geblieben.
1004 wurde das Stift Göss, das älteste Stiftskloster der Steiermark, gegründet. Am 13. April 1148 wurden im französischen Reims die Besitztümer des Stiftes durch Papst Eugen III. bestätigt, wobei auch die „ecclesia Sancti Nicholai de Michlindorfr“ dazu gehörte. Dies ist der älteste bekannte Beleg von Micheldorf, dem heutigen Niklasdorf. (Der frühere Name geht – wie auch im Falle anderer Ortsbezeichnungen – zurück auf das althochdeutsche Wort „mihhil“ mit der Grundbedeutung 'groß', lässt also auf eine, gemessen an der damaligen Umgebung, bedeutendere Ansiedlung schließen.) Diese erste urkundliche Erwähnung nahm Niklasdorf 1998 zum Anlass für die 850-Jahr-Feier der Gemeinde.

## Bevölkerung

### Bevölkerungsentwicklung
| ledig       | 36,9 | 996  | 548 | 448 |
| verheiratet | 44,0 | 1187 | 598 | 589 |
| verwitwet   | 11,2 | 301  | 53  | 248 |
| geschieden  | 7,9  | 213  | 89  | 124 |

Mit 2537 Einwohnern (Stand 1. Jänner 2016) nimmt Niklasdorf den fünften Platz der bevölkerungsreichsten Gemeinden im Bezirk Leoben ein. Außerdem ist sie nach St. Michael in der Obersteiermark die einwohnerstärkste Marktgemeinde des Bezirks. 1971 erreichte Niklasdorf mit 3.365 Einwohnern den höchsten Einwohnerstand seiner Geschichte. Der seitdem bestehende stetige Bevölkerungsrückgang ergibt sich aus einer hohen Abwanderungsrate (−5 % 1991–2001) und einer niedrigen Geburtenziffer (−4,4 % 1991–2001). Die Einwohnerdichte beträgt etwa 170 Einwohner je Quadratkilometer.

### Einwohner nach Altersgruppen
| bis unter 15 | 11,9 | 306  | 153 | 153 |
| 15 bis 64    | 65,5 | 1685 | 836 | 849 |
| 65 und älter | 22,6 | 583  | 230 | 353 |

Die Bevölkerung setzt sich aus 52,6 % (1355) Frauen und 47,6 % Männer (1219) zusammen, woraus sich ein leichter Überschuss von 136 Personen der weiblichen Einwohner ergibt (Stand 2008). Dies ist auf die generell höhere Lebenserwartung der Frauen zurückzuführen. Ab dem 60. Lebensalter ist eine Zunahme der weiblichen Bevölkerung zu verzeichnen.

### Ausländerquote
Die Ausländerquote liegt mit 5,2 % (133) bedingt durch die Lage als Industriestandort ähnlich der Bezirkshauptstadt Leoben erhöht im Landesdurchschnitt. Während 1991 nur 2,3 % (1717) Nicht-Österreicher im Bezirk Leoben verzeichnet waren, hat sich die Zahl bis 2008 etwa verdoppelt. Da Niklasdorf zusammen mit Leoben, Vordernberg, St. Michael und Eisenerz am stärksten von der Abwanderung inländischer Staatsbürger betroffen ist, bewirkt die Außenzuwanderung in demografischer Hinsicht einen positiven Nettoeffekt. Sie dämmt den Bevölkerungsverlust ein und liefert einen Beitrag zur Verbesserung der Altersstruktur. Die meisten Nicht-Österreicher kommen aus dem ehemaligen Jugoslawien (84), gefolgt von der Türkei (12) und Deutschland (10). 8,1 % (208) hatten bei der Geburt keine österreichische Staatsbürgerschaft.

### Sprachen
95 % der Bevölkerung von Niklasdorf sprechen als Muttersprache Deutsch mit obersteirischen Regionaldialekten, gefolgt von Sprachen aus dem ehemaligen Jugoslawien (bes. Kroatisch, Bosnisch und Slowenisch). Die drittstärkste Sprache ist Türkisch. Etwa 30 Einwohner haben eine andere Muttersprache.

### Religion
Die Mehrheit der Bevölkerung bekennt sich zur römisch-katholischen Kirche. Bereits Ende des 11. Jahrhunderts wurde die Kirche namens „St. Nikolaus in Micheldorf“ vom Stift Göss errichtet. Die Angehörigen evangelischer Glaubensrichtungen sind deutlich in der Minderheit und haben im Gemeindegebiet kein eigenes Gotteshaus. Islamischgläubige und Christlich-Orthodoxe sind nur geringfügig vertreten. Die Zahl der Konfessionslosen beträgt weit über 10 % mit steigender Tendenz.

## Kultur und Sehenswürdigkeiten
- Alte Pfarrkirche Niklasdorf und Neue Pfarrkirche Niklasdorf

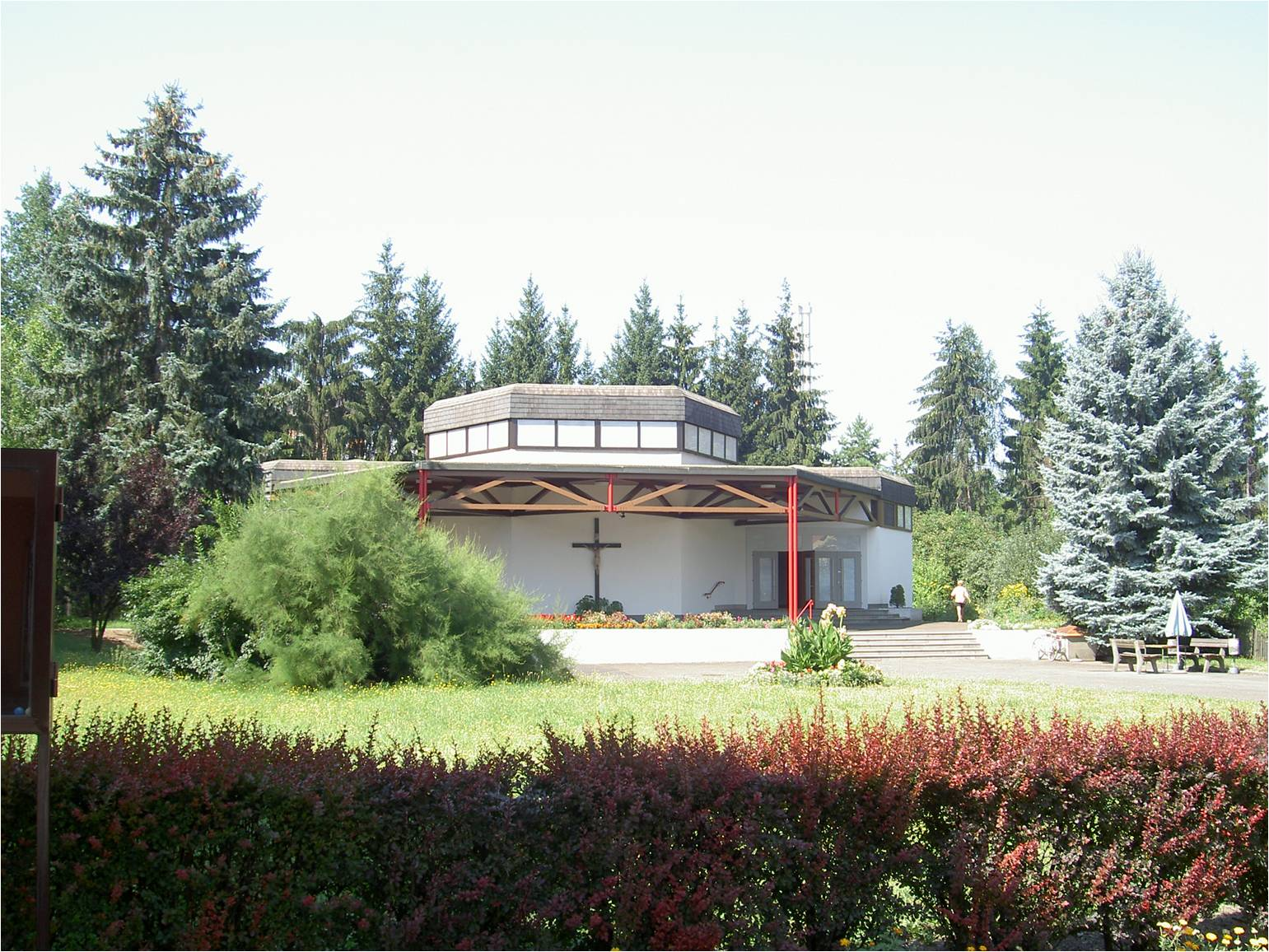
Neue Pfarrkirche Niklasdorf
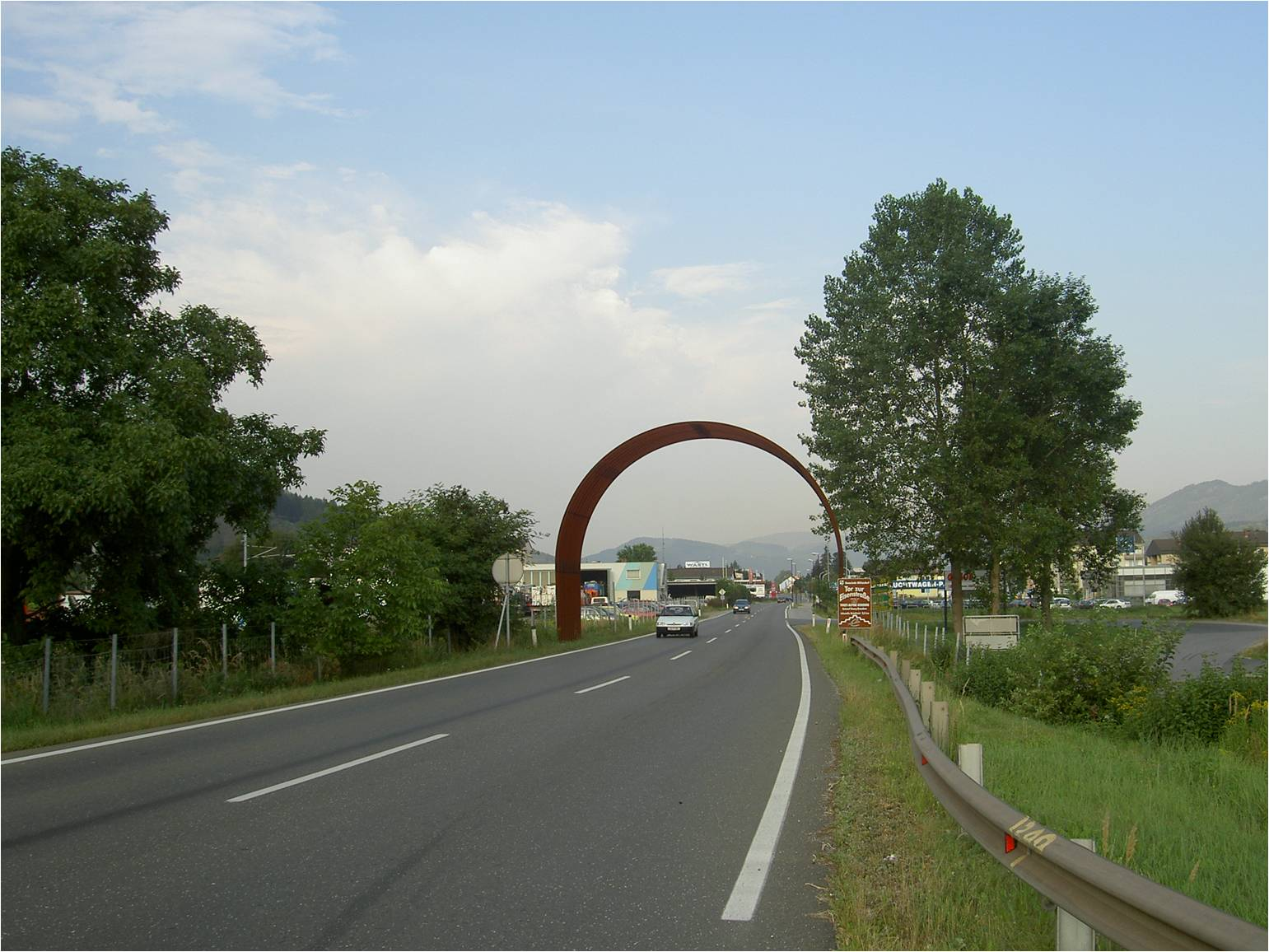
Tor zur Eisenstraße (Entwurf: Georg Brandner)
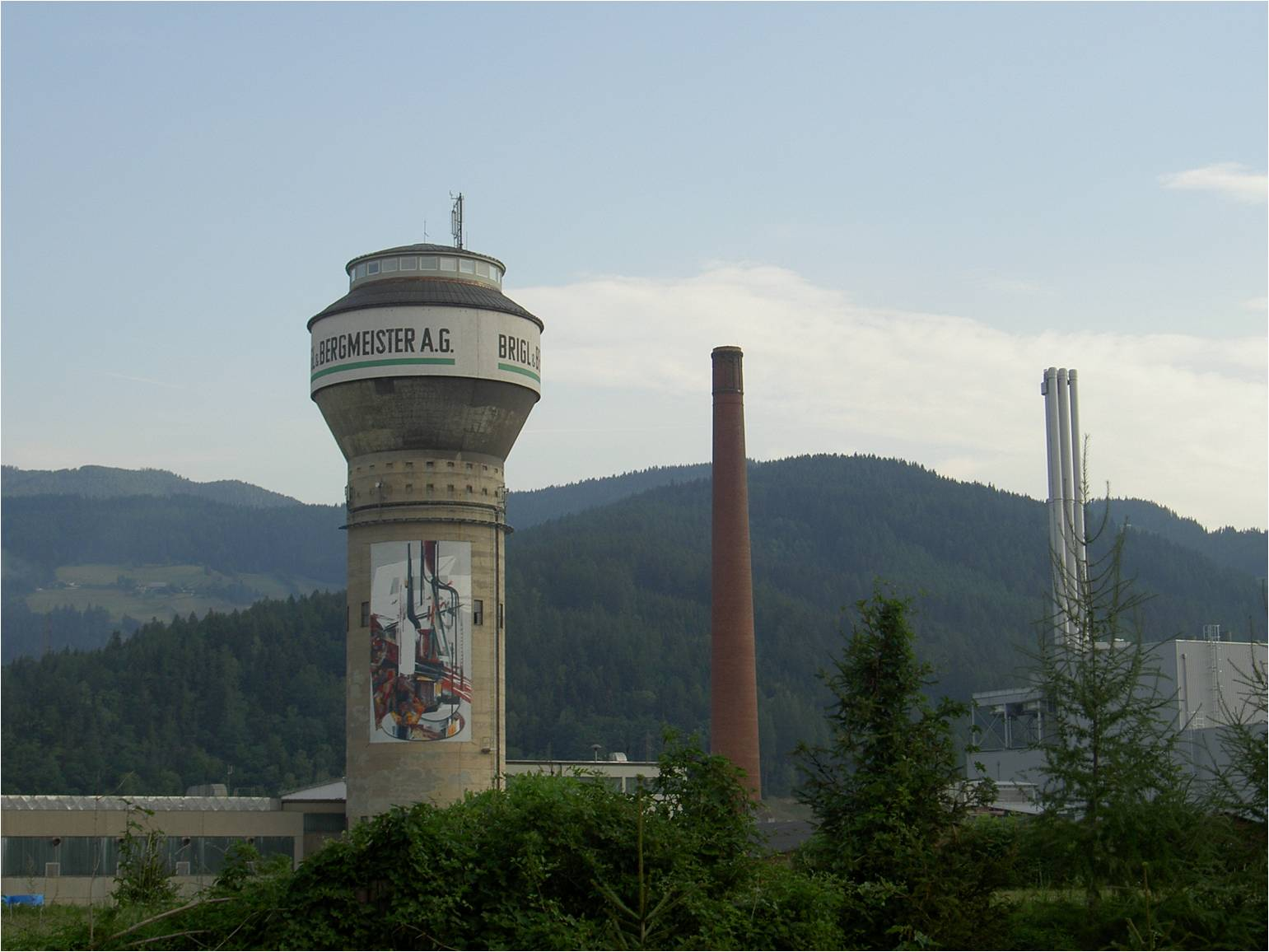
Wasserturm mit dem größten Etikett der Welt
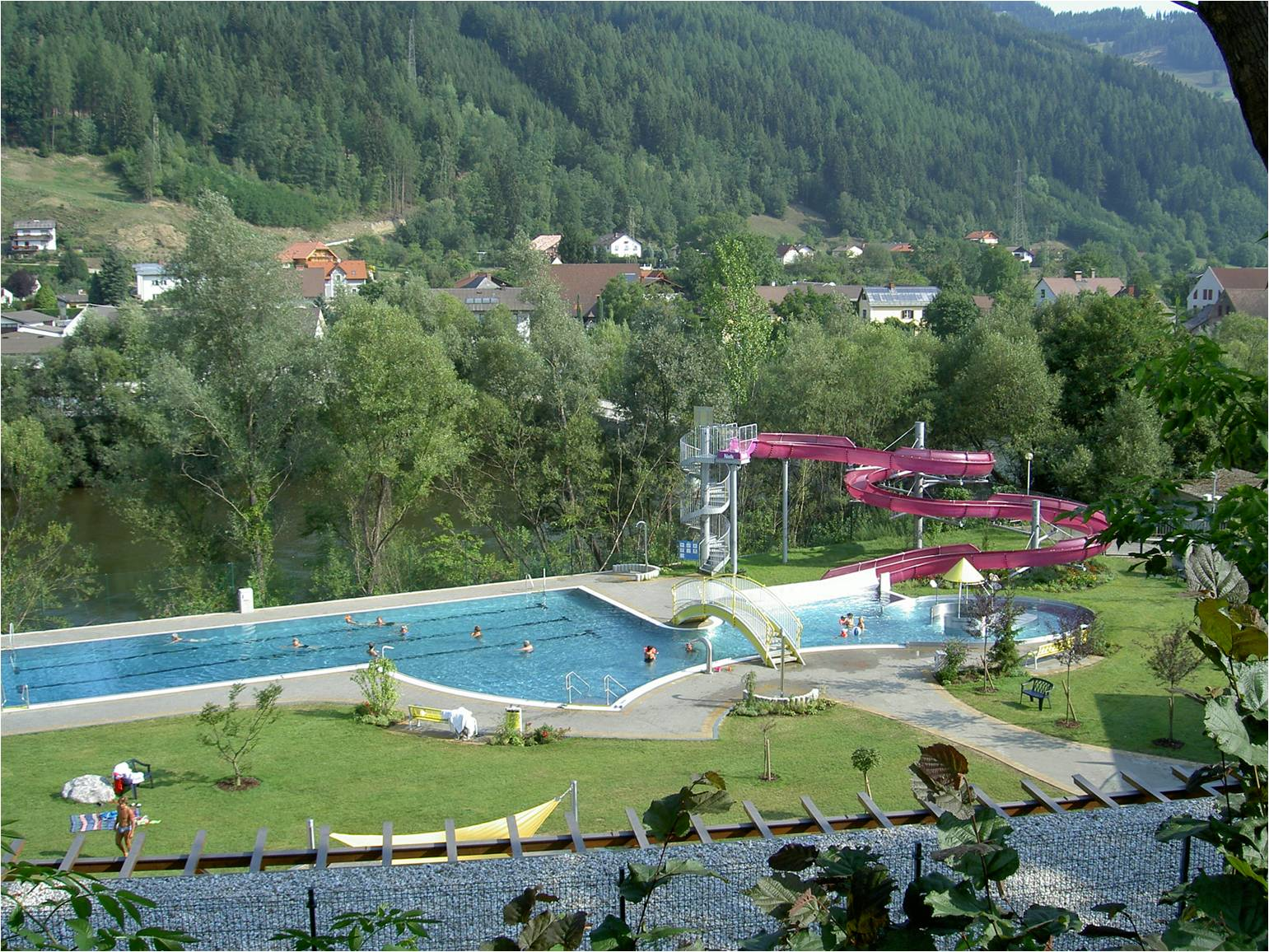
Niklasdorfer Freibad
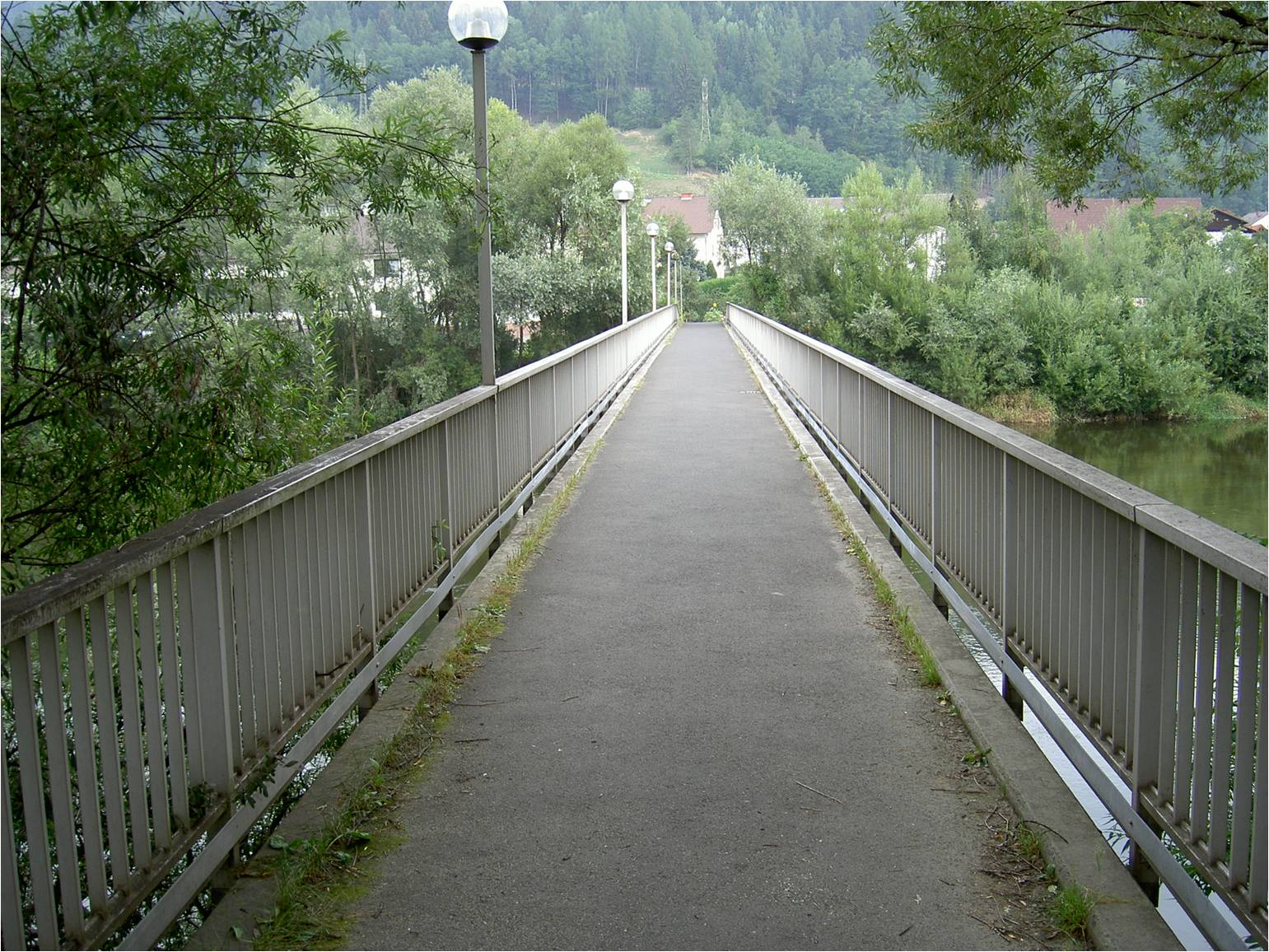
Fußgängerbrücke nach Köllach
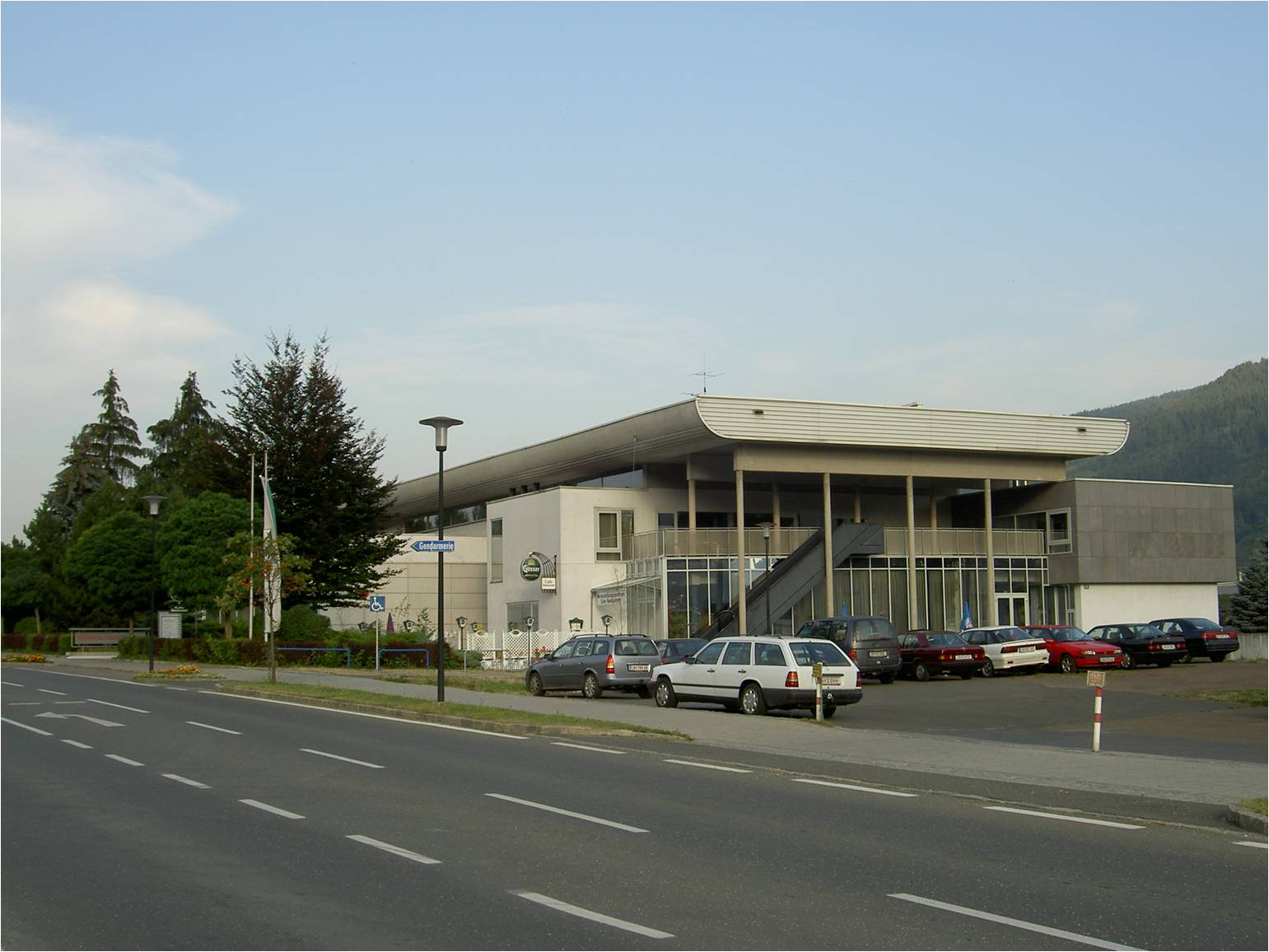
Veranstaltungszentrum Niklasdorf

## Wirtschaft und Infrastruktur

### Wirtschaftssektoren
Die folgende Tabelle zeigt die Entwicklung der Anzahl der Betriebe und der Beschäftigten in den Wirtschaftssektoren:
| Wirtschaftssektor            | Anzahl Betriebe | Anzahl Betriebe | Anzahl Betriebe | Erwerbstätige | Erwerbstätige | Erwerbstätige |
| Wirtschaftssektor            | 2021            | 2011            | 2001            | 2021          | 2011          | 2001          |
| ---------------------------- | --------------- | --------------- | --------------- | ------------- | ------------- | ------------- |
| Land- und Forstwirtschaft 1) | 18              | 26              | 28              | 31            | 29            | 26            |
| Produktion                   | 32              | 30              | 18              | 495           | 570           | 508           |
| Dienstleistung               | 112             | 132             | 103             | 730           | 667           | 796           |

1) Betriebe mit Fläche in den Jahren 2010 und 1999, Arbeitsstätten im Jahr 2021

### Sicherheit
Im Ort befindet sich eine Polizeiinspektion der Bundespolizei, welche dem Stadt- und Bezirkspolizeikommando Leoben untersteht. Außerdem befindet sich in Niklasdorf die einzige Landeskriminalamt-Außenstelle (LKAAST) des Landeskriminalamtes Steiermark. 

### Verkehr
- Eisenbahn: Vom Bahnhof Niklasdorf Bahnstrecke Bruck an der Mur–Leoben verkehrt halbstündlich die Linie S8 der S-Bahn Steiermark.[8]
- Straße: Die wichtigsten Straßenverbindungen sind die Semmering Schnellstraße S6 und die Leobener Straße B116.
- Rad: Durch das Gemeindegebiet verläuft der Murradweg R2.[9]

## Politik

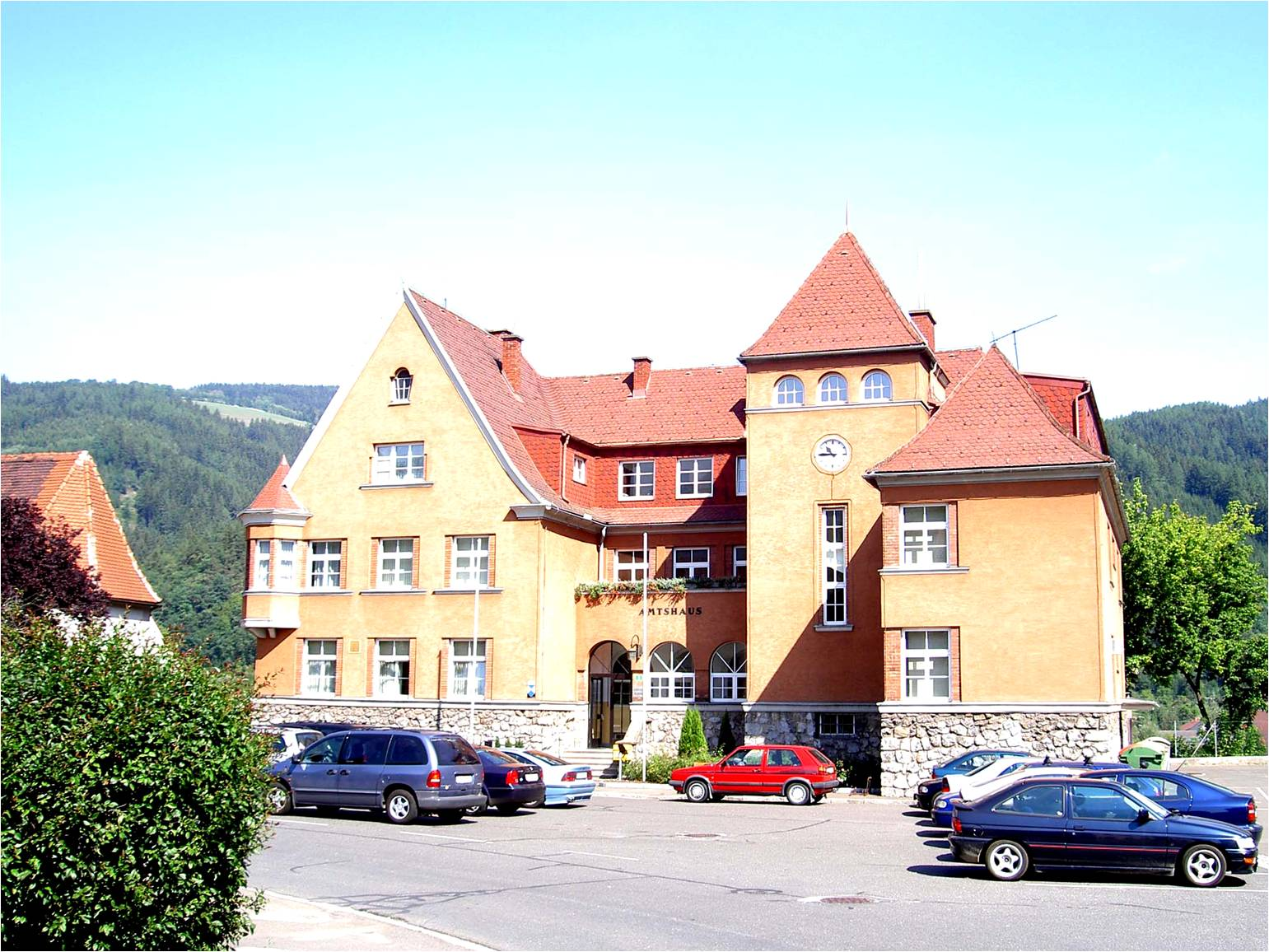
Niklasdorfer Gemeindeamt (erbaut 1928)

### Gemeinderat
Der Gemeinderat besteht aus 15 Mitgliedern.
- Die Wahl 2015 ergab folgende Verteilung: 11 SPÖ, 3 FPÖ und 1 ÖVP.[10]
- Die Wahl 2020 ergab folgende Verteilung: 9 SPÖ, 4 FPÖ und 2 ÖVP.[11]
- Die Wahl 2025 ergab folgende Verteilung: 8 SPÖ, 6 FPÖ und 1 ÖVP.[1]

### Bürgermeister (und Gemeindevorsteher)
Die Gemeindevorsteher und Bürgermeister von Niklasdorf beginnend mit dem Jahr 1806:
- 1806 bis 1821: Johann Pichler, Wirt, Gemeinderichter
  - 1813 kurz unterbrochen von Franz Hassmann, vulgo Kirchmoar
- 1823 bis 1826: Sebastian Troger, Schmied, Gemeinderichter
- 1826 bis 1842: Franz Schmidt vulgo Straßmoar, Wirt, Gemeinderichter
- 1843 bis 1847: Johann Russold, Schulaufseher (und Richter?)
- 1853: Johann Tock, Wirt, Gemeinderichter
- 1859: Michael Furtner
- 1864 bis 1880: Johann Suppan, Gemeindevorsteher
- 1885, 1888: Josef Stadlmaier, Gemeindevorsteher
- 1891 bis 1900: Ludwig Hassmann
- 1901 bis 1919: Jakob Lasser
- 1919 bis 1932: Johann Winkelbauer
- 1932 bis 1934: Fritz Fohringer
- April 1934 bis April 1935: Johann Wieser (Regierungskommissär)
- 1935 bis Juli 1938: Johann Wieser, Bürgermeister (zuletzt Amtswalter)
- 1938: Franz Plentner (Amtswalter)
- 1939 bis 1941: Franz Paa
- 1941 bis 1943: Othmar Pontesegger
- 1943 bis 1945: Rudolf Sommer
- 1945 bis 1952: Franz Schocher
- 1952 bis 1960: Friedrich Fohringer
- 1960 bis 1975: Julius Sagowec
- 1975 bis 1985: Michael Meier
- 1985 bis 2005: Johann Ruff
- 2005 bis 2012: Joachim Schauer
- seit 2012: Johann Marak

### Regionalpolitik
Niklasdorf gehört zur LEADER-Region Steirische Eisenstraße und zu der 18. Nov. 2009 Regionext-Kleinregion Murtal um Leoben. Bei der Gemeindestrukturreform der Steiermark 2010–2015 bleibt die Marktgemeinde vermutlich eigenständig.

### Wappen
Das Gemeindewappen wurde mit Wirkung vom 1. Juli 1968 verliehen.
Blasonierung:
„In einem von Weiß und Grün schräglinks geteilten Schild oben drei anstoßende rote Kugeln, unten eine schräglinks gestellte silberne Papierrolle.“
Die drei Kugeln (Brote) sind das Attribut des heiligen Nikolaus, dessen Patrozinium den alten Ortsnamen „Michilindorf“ verdrängt hat. Die Papierrolle weist auf die Zellulose- und Papierfabrik Brigl & Bergmeister A. G. hin, das bedeutende innerhalb der Gemeinde gelegene Industrieunternehmen.

## Persönlichkeiten

### Söhne und Töchter der Gemeinde
- Ernst Leitner (1912–nach 1941), Leichtathlet
- Alarich Wallner (1922–2005), Komponist, Dirigent
- Anton Maunz (1922–2005), Landwirt und Politiker (ÖVP), steirischer Landtagsabgeordneter (1965–1970, 1972, 1973–1974)
- Alfred Heindler (1927–2005), Politiker, Humorist
- Herwig Ebner (1928–2010), Historiker
- Fritz Goergen (* 1941), Publizist
- Adelheid Fürntrath-Moretti (* 1958), Politikerin (ÖVP), Abgeordnete zum Nationalrat (2006–2013)

### Mit der Gemeinde verbundene Persönlichkeiten
- Johanna Schicker (* 1943), Politikerin der SPÖ, Mitglied des Bundesrates 1986–2004
- Kathrin Steinberger (* 1982), Kinder- und Jugendbuchautorin